# Nyctimene cephalotes
Nyctimene cephalotes é uma espécie de morcego da família Pteropodidae. Endêmica da Indonésia, onde pode ser encontrada em Sulawesi, Seram, Mangole, Sanana, Buru, Ambon e Tanimbar.